# Artaud IV. (Forez)
Artaud IV. († 1078/79) war ein Graf von Lyon und Forez. Er war ein Sohn des Grafen Gerald II. und der Adelaide, welche vermutlich eine Tochter des Grafen Pons von Gévaudan war.
Artaud wurde 1076 von Papst Gregor VII. auf dem Konzil von Worms wegen seiner zunehmenden Übergriffe gegen die Kirche von Lyon exkommuniziert. Letztmals tritt er 1078 in einer Schenkung an die Abtei Cluny urkundlich auf. Dabei nennt er sich „Graf von Forez“ (Artaldus, comes Forensis), womit er der erste urkundlich erwähnte Graf von Lyon-Forez ist. In einer Schenkungsurkunde seines Sohnes an die Abtei Savigny aus dem Jahr 1079 wird seiner in memoria gedacht.
Mit seiner Ehefrau Raimonde hatte Artaud IV. zwei Kinder:
- Wilhelm III. († 1097), Graf von Lyon-Forez
- Ida-Raimonde († ?)
  - 1. ⚭ mit Graf Rainald II. von Nevers
  - 2. ⚭ mit Guigues Raimund von Albon (Haus Albon)